# Banda Ede
Banda Ede (Budapest, 1917. április 6. – Budapest, 2004. június 23.) Kossuth-díjas magyar gordonkaművész, zenepedagógus.

## Élete, munkássága
Muzsikusdinasztia sarja volt, egyik őse Bihari János együttesében muzsikált, Banda nevű cigánymuzsikusok már a 19. század első évtizedeinek magyar zenetörténetében is felbukkantak. Eleinte zongorát tanult, csak hegedűs bátyja tanácsára fordult a gordonka felé, 13 évesen.
1930-tól 1933-ig Scholz Jánosnál, 1934-ben Hütter Pálnál tanult. 1934 és 1942 között a Liszt Ferenc Zeneművészeti Főiskolán tanult Kerpely Jenőnél, Schiffer Adolfnál és Zsámboki Miklósnál, de mesterének tekintette Weiner Leót és Waldbauer Imrét is. Művészi-pedagógiai szemléletmódja alakulására Dohnányi Ernő és Kodály Zoltán is nagy hatással volt. A gordonkán kívül zeneelméleti és zenetörténeti előadásokat is hallgatott. Diplomáját gordonka művész-tanár szakon szerezte meg 1942-ben.
1940-től 1951-ig a Székesfővárosi Zenekar (az Állami Hangversenyzenekar, illetve a mai Nemzeti Filharmonikus Zenekar elődje) első magángordonkása, 1951–1953 között a Rádiózenekar szólistája volt. 1951-ben lett a Tátrai-vonósnégyes csellistája, és a kvartett fennállásáig a tagja is maradt.
Zenepedagógiai munkáját a Főiskolán 1948-tól 1996-ig gordonkatanárként végezte. Emellett 1950-től kamarazenét is oktatott, 1982-ben kamarazene-tanszékvezető lett. Számos növendéke vált sikeres művésszé, például Perényi Miklós, Virizlay Mihály, Frank Mária, Banda Pál.
A Tátrai-vonósnégyessel és szólistaként Európa és a világ számos országában koncertezett, sok nemzetközi verseny zsűritagja volt.
2008-tól csellóversenyt neveztek el róla (Banda Ede Budapesti Csellófesztivál és Verseny).

## Díjai, elismerései
- Kossuth-díj – a Tátrai-vonósnégyes tagjaként (1958)
- A Munka Érdemrend ezüst fokozata (1968)
- Érdemes művész (1969)
- Kiváló művész (1973)
- A Munka Érdemrend arany fokozata (1977)
- Pro Urbe Budapest (1979)
- Bartók–Pásztory-díj (1985)

## Hang és kép
- Banda Ede tanít / Masterclass of professor Ede Banda